# Eurhodope
Eurhodope é um gênero de mariposa pertencente à família Crambidae.